# Австрія на зимових Олімпійських іграх 1992
Австрія на зимових Олімпійських іграх 1992 була представлена 58  спортсменами в 9 видах спорту.

## Медалісти
| Медаль | Спортсмен                                                   | Вид                 | Дисципліна                 |
| ------ | ----------------------------------------------------------- | ------------------- | -------------------------- |
| Золото | Патрік Ортліб                                               | гірськолижний спорт | швидкісний спуск           |
| Золото | Петра Кронбергер                                            | гірськолижний спорт | комбінація                 |
| Золото | Петра Кронбергер                                            | гірськолижний спорт | слалом                     |
| Золото | Інго Аппельт Гаральд Вінклер Гергард Гайдахер Томас Шролль  | бобслей             | четвірка                   |
| Золото | Доріс Нойнер                                                | санний спорт        | одиночні                   |
| Золото | Ернст Ветторі                                               | стрибки з трампіна  | нормальний трамплін        |
| Срібло | Аніта Вахтер                                                | гірськолижний спорт | комбінація                 |
| Срібло | Аніта Вахтер                                                | гірськолижний спорт | гігантський слалом         |
| Срібло | Маркус Прок                                                 | санний спорт        | одиночні                   |
| Срібло | Ангеліка Нойнер                                             | санний спорт        | одиночні                   |
| Срібло | Мартін Гелльварт                                            | стрибки з трампліна | нормальний трамплін        |
| Срібло | Мартін Гелльварт                                            | стрибки з трампліна | великий трамплін           |
| Срібло | Гайнц Куттін Ернст Ветторі Мартін Гелльварт Андреас Фельдер | стрибки з трампліна | командні, великий трамплін |
| Бронза | Гюнтер Мадер                                                | гірськолижний спорт | швидкісний спуск           |
| Бронза | Міхаель Трічер                                              | гірськолижний спорт | слалом                     |
| Бронза | Вероніка Шталльмаєр                                         | гірськолижний спорт | швидкісний спуск           |
| Бронза | Маркус Шмідт                                                | санний спорт        | одиночні                   |
| Бронза | Клаус Зульценбахер                                          | лижне двоборство    | особисті                   |
| Бронза | Клаус Офнер Штефан Крайнер Клаус Зульценбахер               | лижне двоборство    | командні                   |
| Бронза | Гайнц Куттін                                                | стрибки з трампіна  | великий трамплін           |
| Бронза | Емезе Гуньяді                                               | ковзанярський сторт | 3000 м                     |

## Учасники
| Спорт               | Чоловіки | Жінки | Всього |
| ------------------- | -------- | ----- | ------ |
| Біатлон             | 5        | 0     | 5      |
| Бобслей             | 8        | 0     | 8      |
| Гірськолижний спорт | 11       | 9     | 20     |
| Ковзанярський спорт | 2        | 1     | 3      |
| Лижне двоборство    | 4        | 0     | 4      |
| Лижні перегони      | 6        | 0     | 6      |
| Санний спорт        | 4        | 3     | 7      |
| Стрибки з трампліна | 4        | 0     | 4      |
| Фігурне катання     | 1        | 0     | 1      |
| Всього              | 45       | 13    | 58     |

## Біатлон
Спортсменів — 5
Чоловіки
| Спортсмени                                               | Змагання            | Час       | Промахи     | Відставання | Місце |
| -------------------------------------------------------- | ------------------- | --------- | ----------- | ----------- | ----- |
| Людвіг Гредлер                                           | спринт              | 27:14.8   | 2 (2+0)     | +25.2       | 11    |
| Альфред Едер                                             | спринт              | 28:44.8   | 2 (0+2)     | +2:42.5     | 53    |
| Альфред Едер                                             | індивідуальна гонка | 1:01:03.0 | 1 (0+0+0+1) | +3:28.6     | 30    |
| Егон Ляйтнер                                             | спринт              | 27:31.8   | 2 (1+1)     | +1:29.5     | 19    |
| Егон Ляйтнер                                             | індивідуальна гонка | 1:02:52.0 | 4 (2+0+1+1) | +5:17.6     | 45    |
| Бруно Хофштеттер                                         | індивідуальна гонка | 1:02:36.1 | 3 (0+0+0+3) | +5:01.7     | 41    |
| Франц Шулер                                              | спринт              | 27:34.3   | 1 (0+1)     | +1:32.0     | 21    |
| Франц Шулер                                              | індивідуальна гонка | 1:03:15.9 | 6 (3+1+2+0) | +5:41.5     | 49    |
| Бруно Хофштеттер Егон Ляйтнер Людвіг Гредлер Франц Шулер | естафета            | 1:30:40.7 | 2 (0+2)     | +5:57.28    | 12    |